# Liste des ponts sur le Vidourle
 (avril 2017).
Cette liste contient les ponts présents sur le Vidourle et ses bras. On en dénombre environ 55, de toutes sortes : 
- voies routières
- voies autoroutières
- voies ferrées
- passerelles piétonnes
- passages à gué, chaussées submersibles, routes inondables
- classées

Certains sont en ruine et/ou infranchissables.

## Résumé
Le Vidourle est un fleuve côtier. Il traverse deux départements qui sont le Gard et l’Hérault, 28 communes sont traversées.
Ce fleuve a une longueur de 95,2 km et une superficie de 788 km2.
Il prend sa source à Saint-Roman-de-Codières et il se jette dans la Méditerranée, à La Grande-Motte et au Grau-du-Roi.

## Statistiques des ouvrages traversant le Vidourle
- 57 ouvrages
- 55 ponts
- 11 % sont submersibles (19) (en comptant ceux en ruine)
- 43 ponts routiers
- 5 viaducs ferroviaires
- 4 passerelles piétonnes
- 1 autoroute
- 1 canal passant sous le Vidourle
- entre 32 et 52 ouvrages modifiant l’écoulement de l'eau (barrages, enrochements, seuils, radiers, etc.)[2]
- 25 barrages pour 42[3] anciens moulins à eau

- 3 ponts infranchissables, en ruine
- 1 ancienne centrale hydroélectrique (avant le pont boulet à Marsillargues)

## Liste complètes des ouvrages
Liste partant de la source de fleuve.
Pour les dates de construction en italique et entre crochets, voir la partie « Notes et références ».
| Photos         | Nom                                 | Rive gauche              | Rive droite                        | Dates de constructions                         | Type d'ouvrage | Route/ ligne ferroviaire                                                      | Localisation                      | Altitude       | Informations |                |                |
| Cour inférieur | Cour inférieur                      | Cour inférieur           | Cour inférieur                     | Cour inférieur                                 | Cour inférieur | Cour inférieur                                                                | Cour inférieur                    | Cour inférieur | Cour inférieur | Cour inférieur | Cour inférieur |
| -------------- | ----------------------------------- | ------------------------ | ---------------------------------- | ---------------------------------------------- | -------------- | ----------------------------------------------------------------------------- | --------------------------------- | -------------- | --- | -------------- | -------------- |
|                |                                     | Saint-Roman-de-Codières  | Cros                               |                                                |                |                                                                               | 44° 00′ 25″ N, 3° 48′ 14″ E       | 303 m          | |                |                |
|                |                                     | Saint-Roman-de-Codières  | Cros                               |                                                |                |                                                                               | 44° 00′ 21″ N, 3° 48′ 24″ E       | 288 m          | |                |                |
|                |                                     | Cros                     | Cros                               |                                                |                |                                                                               | 44° 00′ 19″ N, 3° 48′ 50″ E       | 265 m          | pont privé |                |                |
|                |                                     | Cros                     | Cros                               |                                                |                | D 169                                                                         | 44° 00′ 06″ N, 3° 49′ 11″ E       | 252 m          | |                |                |
|                |                                     | Cros                     | Cros                               |                                                |                |                                                                               | 44° 00′ 00″ N, 3° 49′ 22″ E       | 236 m          | |                |                |
|                |                                     | Cros                     | Cros                               |                                                |                |                                                                               | 43° 59′ 42″ N, 3° 49′ 31″ E       | 222 m          | |                |                |
|                | Pont de Cardy                       | Cros                     | Cros                               |                                                |                |                                                                               | 43° 59′ 30″ N, 3° 49′ 41″ E       | 212 m          | |                |                |
|                |                                     | Cros                     | Cros                               |                                                |                |                                                                               | 43° 59′ 13″ N, 3° 49′ 53″ E       | 202 m          | |                |                |
|                |                                     | Cros                     | Cros                               |                                                |                | D 347                                                                         | 43° 59′ 03″ N, 3° 50′ 11″ E       | 196 m          | |                |                |
|                |                                     | Cros                     | Cros                               |                                                |                |                                                                               | 43° 58′ 40″ N, 3° 50′ 20″ E       | 186 m          | |                |                |
|                |                                     | Saint-Hippolyte-du-Fort  | Saint-Hippolyte-du-Fort            | 1872                                           |                | Ligne Le Vigan - Saint Césaire Section Ganges - Quissac                       | 43° 58′ 04″ N, 3° 51′ 15″ E       | 169 m          | Fermeture de la ligne en 1989, déclassement en 1991 et dépose de la voie en 1992. |                |                |
|                |                                     | Saint-Hippolyte-du-Fort  | Saint-Hippolyte-du-Fort            |                                                |                | D 39                                                                          | 43° 58′ 04″ N, 3° 51′ 19″ E       | 166 m          | |                |                |
|                |                                     | Saint-Hippolyte-du-Fort  | Saint-Hippolyte-du-Fort            |                                                |                |                                                                               | 43° 57′ 58″ N, 3° 51′ 32″ E       | 164 m          | |                |                |
|                |                                     | Saint-Hippolyte-du-Fort  | Saint-Hippolyte-du-Fort            |                                                |                |                                                                               | 43° 57′ 52″ N, 3° 51′ 35″ E       | 156 m          | |                |                |
|                |                                     | Saint-Hippolyte-du-Fort  | Saint-Hippolyte-du-Fort            |                                                |                |                                                                               | 43° 57′ 39″ N, 3° 51′ 45″ E       | 154 m          | |                |                |
|                |                                     | Saint-Hippolyte-du-Fort  | Saint-Hippolyte-du-Fort            |                                                |                | D 982                                                                         | 43° 57′ 29″ N, 3° 52′ 39″ E       | 150 m          | |                |                |
|                |                                     | Conqueyrac               | Conqueyrac                         |                                                |                | D 181                                                                         | 43° 57′ 15″ N, 3° 54′ 38″ E       | 122 m          | |                |                |
|                | Barrage de Conqueyrac               | Conqueyrac               | Conqueyrac                         | 1980-1982                                      |                |                                                                               | 43° 57′ 04″ N, 3° 55′ 42″ E       | 126 m          | |                |                |
|                |                                     | Sauve                    | Sauve                              | [1978]                                         |                |                                                                               | 43° 56′ 47″ N, 3° 56′ 43″ E       | 95 m           | |                |                |
|                |                                     | Sauve                    | Sauve                              | [1986]                                         |                |                                                                               | 43° 56′ 44″ N, 3° 56′ 55″ E       | 94 m           | |                |                |
| Cour moyen     |                                     |                          |                                    |                                                |                |                                                                               |                                   |                | |                |                |
|                |                                     | Sauve                    | Sauve                              | [1981-1985]                                    |                | D 999                                                                         | 43° 56′ 42″ N, 3° 56′ 57″ E       | 96 m           | |                |                |
|                | Pont neuf                           | Sauve                    | Sauve                              | [avant 1946]                                   |                |                                                                               | 43° 56′ 28″ N, 3° 57′ 02″ E       | 95 m           | |                |                |
|                | Pont vieux                          | Sauve                    | Sauve                              | XIe et XIIe siècles                            |                |                                                                               | 43° 56′ 24″ N, 3° 57′ 03″ E       | 95 m           | |                |                |
|                |                                     | Sauve                    | Sauve                              |                                                |                |                                                                               | 43° 56′ 05″ N, 3° 57′ 35″ E       | 91 m           | |                |                |
|                |                                     | Quissac                  | Sauve                              | [avant 1946]                                   |                | D 408                                                                         | 43° 55′ 53″ N, 3° 58′ 23″ E       | 85 m           | |                |                |
|                |                                     | Quissac                  | Quissac                            | [avant 1946]                                   |                |                                                                               | 43° 54′ 46″ N, 3° 59′ 36″ E       | 75 m           | |                |                |
|                |                                     | Quissac                  | Quissac                            | 1780                                           |                | Rue du pont                                                                   | 43° 54′ 24″ N, 3° 59′ 58″ E       | 73 m           | |                |                |
|                |                                     | Quissac                  | Quissac                            | [1986-1989]                                    |                | D 45                                                                          | 43° 54′ 16″ N, 4° 00′ 10″ E       | 74 m           | |                |                |
|                |                                     | Orthoux-Sérignac-Quilhan | Orthoux-Sérignac-Quilhan           | [avant 1946]                                   |                |                                                                               | 43° 52′ 34″ N, 4° 01′ 14″ E       | 59 m           | |                |                |
|                | Pont de Sardan                      | Sardan                   | Orthoux-Sérignac-Quilhan           | XIVe siècle                                    |                | D 178                                                                         | 43° 52′ 47″ N, 4° 02′ 47″ E       | 55 m           | |                |                |
|                |                                     | Vic-le-Fesq              | Vic-le-Fesq                        | [avant 1946]                                   | ruine          |                                                                               | 43° 52′ 17″ N, 4° 04′ 30″ E       | 38 m           | Passage à gué détruit entre 1977 et 1978. |                |                |
|                |                                     | Vic-le-Fesq              | Vic-le-Fesq                        | [avant 1946]                                   |                |                                                                               | 43° 52′ 10″ N, 4° 04′ 30″ E       | 37 m           | |                |                |
|                | Pont de Lecques                     | Lecques                  | Fontanès                           | [avant 1946]                                   |                | D 164                                                                         | 43° 50′ 15″ N, 4° 03′ 53″ E       | 34 m           | |                |                |
|                |                                     | Salinelles               | Salinelles                         | [1946-1950]                                    |                | Domaine de la Clotte                                                          | 43° 49′ 13″ N, 4° 04′ 10″ E       | 32 m           | |                |                |
|                |                                     | Salinelles               | Salinelles                         | [avant 1946]                                   |                | Chemin de la gare                                                             | 43° 48′ 16″ N, 4° 04′ 29″ E       | 28 m           | |                |                |
|                |                                     | Sommières                | Sommières                          | [1998-2001]                                    |                | D 6110                                                                        | 43° 47′ 23″ N, 4° 04′ 58″ E       | 31 m           | |                |                |
|                | passerelle pietonne                 | Sommières                | Sommières                          | [1986-1990]                                    |                |                                                                               | 43° 47′ 13″ N, 4° 05′ 05″ E       | 22 m           | |                |                |
|                | passerelle pietonne                 | Sommières                | Sommières                          | 2000-2003                                      |                |                                                                               | 43° 47′ 02″ N, 4° 05′ 15″ E       | 22 m           | Le pont est éclairé la nuit. |                |                |
|                | Pont Tibère                         | Sommières                | Sommières                          | entre le Ier siècle av. J.-C. et le Ier siècle |                | Rue du Faubourg du Pont                                                       | 43° 46′ 56″ N, 4° 05′ 20″ E       | 26 m           | |                |                |
|                | Viaduc de Boisseron                 | Boisseron                | Sommières                          | 1865-1872                                      |                | Ligne de Mas-des-Gardies aux Mazes-le-Crès Section Sommières - Saint Christol | 43° 45′ 36″ N, 4° 05′ 31″ E       | 22 m           | Viaduc d'une longueur de 370 mètres à une voie. Fermeture à tous les trafics de la section le 18 février 1970. Section déclassée le 26 juillet 1973. Pont inaccessible car acheté ou utilisé par Le roc de Masserau (Parc aventure). [à vérifier] |                |                |
|                |                                     | Villetelle               | Aubais                             | [avant 1940]                                   |                | D 110 / D 412                                                                 | 43° 44′ 11″ N, 4° 08′ 36″ E       | 15 m           | |                |                |
| Cour supérieur |                                     |                          |                                    |                                                |                |                                                                               |                                   |                | |                |                |
|                |                                     | Villetelle               | Gallargues-le-Montueux             | 1966-1968                                      |                | A9 / La Languedocienne A9 E 15 E 80                                           | 43° 43′ 23″ N, 4° 09′ 02″ E       | 20 m           | |                |                |
|                | Pont Ambroix                        | Villetelle               | Gallargues-le-Montueux             | Ier siècle                                     |                | Voie Domitienne                                                               | 43° 43′ 02″ N, 4° 09′ 07″ E       | env 13 m       | Il a été classé Monument Historique en 1840. |                |                |
|                | "Viaduc du Vidourle"                | Lunel                    | Gallargues-le-Montueux             | 1840-1844                                      |                | Ligne de Tarascon à Sète-Ville Section Gallargues le Montueux - Lunel         | 43° 42′ 32″ N, 4° 09′ 40″ E       | 18 m           | Viaduc long de 240 mètres, avec deux voies. |                |                |
|                | Canal du Bas-Rhône Languedoc        | Lunel                    | Gallargues-le-Montueux             | [1960-1965]                                    |                | Arles / Beaucaire / Fourques - Mauguio                                        | 43° 42′ 29″ N, 4° 09′ 42″ E       | 7 m            | Le canal passe sous le Vidourle à l'aide de tuyaux et d'un système de vases communicants. |                |                |
|                | Viaduc du Vidourle                  | Lunel                    | Gallargues-le-Montueux             | 2014-2016                                      |                | LGV Nîmes-Montpellier                                                         | 43° 42′ 13″ N, 4° 09′ 49″ E       |                | Informations, photo aérienne |                |                |
|                | Pont de Lunel                       | Lunel                    | Aimargues / Gallargues-le-Montueux | Reconstruit après la seconde guerre mondiale.  |                | N 113                                                                         | 43° 41′ 34″ N, 4° 09′ 51″ E       | 12 m           | Le pont a été bombardé par des avions allemands à très haute altitude fin août 1944. Depuis, il a été reconstruit à l'identique. La date de sa première construction est de 1852.                                                                 |                |                |
|                |                                     | Lunel                    | Aimargues                          | En projet                                      |                |                                                                               |                                   |                | projet de déviation de Lunel. Début des travaux après 2020, ouverture de la nouvelle route en 2030, |                |                |
|                | Pont rouillé ou "Viaduc de la Rive" | Marsillargues            | Aimargues                          | 1865                                           |                | Ligne d'Arles à Lunel Section Aimargues-Lunel                                 | 43° 40′ 11″ N, 4° 10′ 51″ E       | 11 m           | Pont d'une longueur de 87 mètres, avec 2 voies maximum (une seule voie sera utilisée). Inscription sur le pont : "Ateliers de MONTATAIRE H.JORET et Cie 8 RUE MENARS PARIS" Date de déclassement de la section : début 1971                       |                |                |
|                | Pont Boulet                         | Marsillargues            | Aimargues                          | 1925-1927                                      |                | D 265                                                                         | 43° 40′ 01,48″ N, 4° 10′ 57,86″ E | 11 m           | Plus d'info sur la page du pont : Pont Boulet |                |                |
|                | Les passes ou Le vieux pont         | Marsillargues            | Aimargues                          | 1823-1824                                      | ruine          | Ancienne voie disparue, reliant Marsillargues et Aimargues.                   | 43° 40′ 01,49″ N, 4° 11′ 01,54″ E | env 3 m        | Passage à gué, détruit pour récupérer les pierres après la construction du pont boulet. Image du pont détruit : |                |                |
|                |                                     | Marsillargues            | Saint-Laurent-d'Aigouze            | [avant 1914]                                   |                | D 34 / D 46                                                                   | 43° 38′ 21″ N, 4° 11′ 28″ E       | 10 m           | |                |                |
|                | Portes du vidourle                  | Aigues-Mortes            | Aigues-Mortes                      | 1800-1850                                      |                |                                                                               | 43° 35′ 06″ N, 4° 09′ 00″ E       | 6 m            | |                |                |
|                |                                     | Aigues-Mortes            | Aigues-Mortes                      | 1967-1969 (1x1 voie) 1968-1975 (2x2 voie)      |                | D 62                                                                          | 43° 33′ 41″ N, 4° 08′ 38″ E       | 8 m            | |                |                |
|                |                                     | Grau-du-Roi              | Grau-du-Roi                        | 1968-1969 (1x1 voie) 1998-1975 (2x2 voie)      |                | D 62A                                                                         | 43° 32′ 58″ N, 4° 08′ 09″ E       | 6 m            | |                |                |
|                | Le Pont Tournant                    | Grau-du-Roi              | Grau-du-Roi                        | 1951                                           |                |                                                                               | 43° 32′ 15″ N, 4° 08′ 15″ E       | 3 m            | 3 autres ponts l'ont précédé : 1901-1912 19??-1928 1928-1944 (détruit par les Allemands), Inscriptions sur le pont : "Établissements Baudet, Donon et Roussel PARIS-139 RUE SAUSSURE"                                                             |                |                |
|                | Pont des Abîmes                     | La Grande-Motte          | Grau-du-Roi                        | 1962                                           |                | D 62E1 / D 255                                                                | 43° 33′ 23″ N, 4° 06′ 05″ E       | 5 m            | |                |                |